# 樓船

《武經總要》中的樓船圖

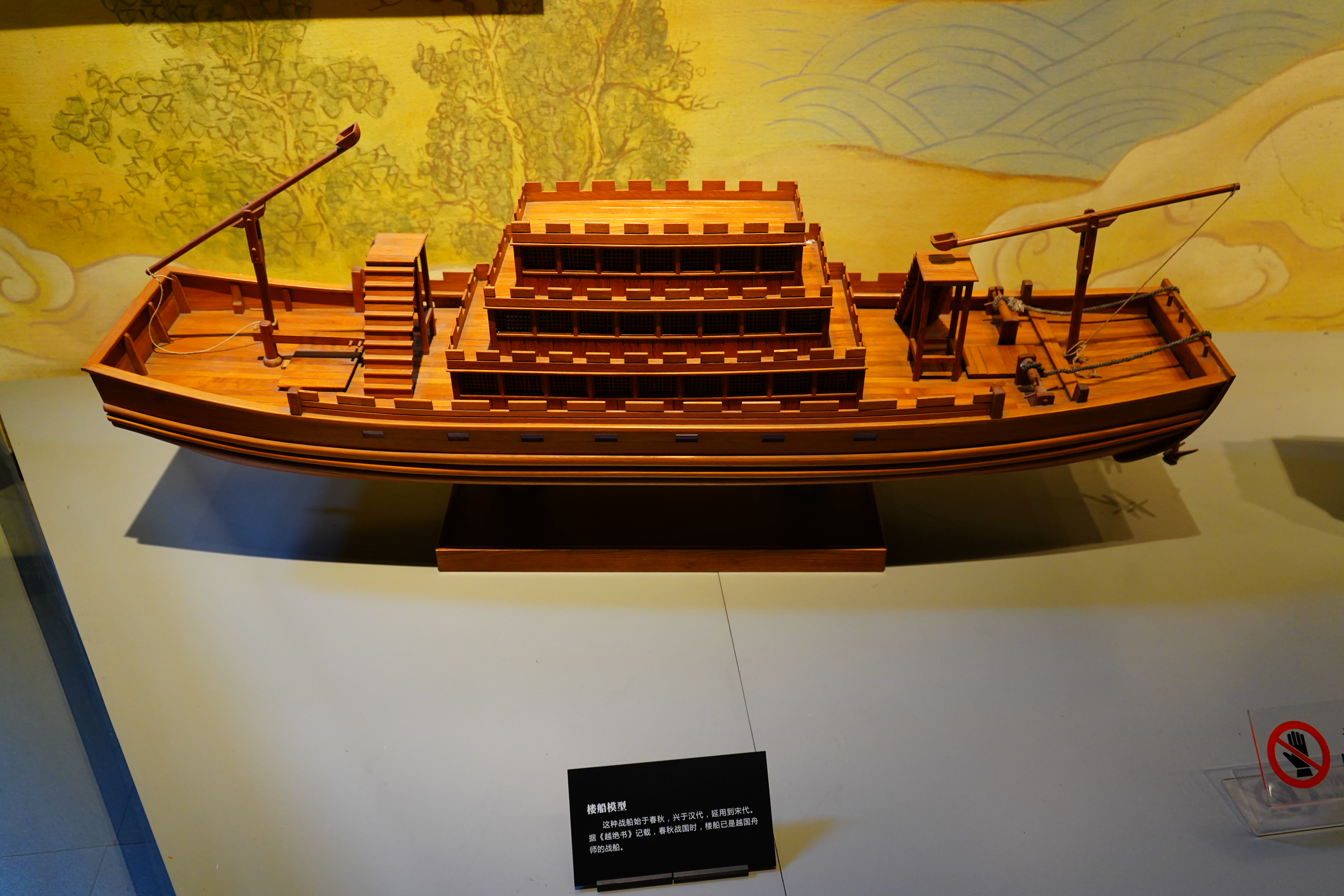
楼船模型

樓船，中國古代戰船，因船高首寬，外觀似樓，而得名。因其船大樓高，遠攻近戰皆合宜，故為古代水戰之主力。但亦因船只過高，常致重心不稳，不適遠航，故多只在内河及沿海的水戰中擔任主力。

## 簡介
作戰用的樓船一般分三層，第一層為庐；第二層為飛庐；最上層為爵室。每層都設有防護女牆，用以防禦敵方射來之弓箭、矢石。女牆上開有箭眼，用以發射弓弩。為防禦敵方火攻，船上蒙有皮革，以隔熱。樓船上常遍插旗幡和刀槍，以壯聲勢，又使用纖繩、櫓、帆和楫等多種設備，以提升其機能。

## 歷史
樓船之名始出現於春秋戰國時期之越國，其設有樓船軍。而真正於大戰爭中出現則是於吳國，吳王僚二年（前525年），於吴楚长岸之战中，吳國即以大型樓船「余皇」，作為指揮艦。
西漢时期，樓船開始成為主力戰艦，為主帥所乘，船上可容兵員數十至數百名，因此漢代將軍中有統帥水軍的樓船將軍，水軍亦稱樓船士。在漢武帝發兵滅南越、朝鮮等戰爭中，樓船都發揮了重要的作用。
三國至南北朝時期，樓船仍普遍運用在水戰中，其中東吳所造的樓船如：「飛雲」、「蓋海」等，皆有五層，可載3,000名士兵。西晉泰始八年（272年）晉武帝升王濬為益州刺史，並密命其於四川組建樓船，以滅東吳，其所造之船，最大的可載2,000多人，且能在船上馳馬往來。五代十國時期，南方諸國，設有樓船指揮使一職，閩王王延鈞從子王仁達即曾任此職。至宋代，樓船仍為軍事裝備，但重要性已大不如前。

## 用途
除戰爭外，樓船亦被當作一種高級之遊船。西漢漢武帝執政之時建有豫章樓船，可以乘载万人，船上起宫室。新朝末東漢初，公孫述盤據漢中之時，即曾經建造用絲帛裝飾的十層赤楼帛兰船。